# Ilie Bărbulescu
Ilie Bărbulescu (Pitești, 24 juni 1957 – aldaar, 1 februari 2020) was een Roemeens voetballer.
Bărbulescu won met FCSB in 1986 de Europacup en in 1987 de UEFA Super Cup. Hij speelde als verdediger het grootste deel van zijn carrière bij FC Argeș Pitești. Bărbulescu won alle vijf interlandwedstrijden voor Roemenië.

## Erelijst

### FC Argeș Pitești
- Liga 1 = 1978-1979

### FCSB
- Liga 1 = 1984-1985, 1985-1986, 1986-1987
- Cupa României = 1984-1985, 1986-1987
- UEFA Champions League = 1985-1986
- UEFA Super Cup = 1986